# فيران غينر
فيران غينر (بالإسبانية: Ferrán Giner Peris)‏ هو لاعب كرة قدم إسباني في مركز نصف الجناح، ولد في 27 سبتمبر 1988 في البريجة في إسبانيا. لعب مع أولمبيك تشاتيفا وخيمناستيك طركونة.

## وصلات خارجية
- فيران غينر على موقع قاعدة بيانات كرة القدم.إي يو (الإنجليزية)
- فيران غينر على موقع Soccerway.com (الإنجليزية)
- فيران غينر على موقع AS.com (الإسبانية)